# Hliník nad Hronom
Hliník nad Hronom je obec na středním Slovensku v okrese Žiar nad Hronom v Banskobystrickém kraji.

## Poloha
Starobylá vesnička Hliník nad Hronom se nachází v malebném údolí řeky Hron mezi Štiavnickými a Kremnickými vrchy a pohořím Vtáčnik.

## Dějiny
První písemná zmínka o obci je v zakládací listině Beňadického opatství z roku 1075. Obec byla součástí Tekovské stolice.
První dřevěný kostel byl v Hliníku postaven před rokem 1332 v románském slohu. Později v roce 1408 postavili druhý kostel v gotickém stylu, který byl následně poničen požáry a válkou. V roce 1440 Jan Jiskra z Brandýsa dal postavit opevněný Hlinický zámeček s prostornými sklepy a podzemními tajnými chodbami. V roce 1678 byl úplně zničen a o jeho obnovu se až v roce 1889 postarala báňská správa. Poté se zámeček stal sídlem Hlinické lesní správy.
Poté, co král Matyáš Korvín udělil obci privilegium pořádat trhy, se v polovině 15. století stal Hliník nad Hronom důležitým obchodním městem. Roku 1494 obec získala městská privilegia. Místní obyvatelé se zabývali výrobou mlýnských kamenů po více než 600 let. Koncem 18. století byly místní mlýnské kameny známým a žádaným zbožím, přepravovaly se na vorech a pečetily se pečetidlem královské koruny Marie Terezie. Obyvatelé také pěstovali povoznictví, zemědělství, pivovarnictví, mlynářství, chovu dobytka, obuvnictví, krejčovství, kovářství a včelařství.
Obec byla v roce 1627 zpustošena Turky.
V roce 1768 postavili před kostelem sousoší Golgoty a v roce 1901 také kapli na Kalvárii a postupně i křížovou cestu. V roce 1930 byla postavena velká parní pila a v roce 1948 se začala stavět hlinická továrna Pohronské strojírny. V roce 1951 bylo v prostorách zámečku zřízeno učiliště. Od roku 1960 je obec součástí okresu Žiar nad Hronom.
Bohatá historie obce, způsob života a zvyky jejích někdejších obyvatel jsou zpracovány v monografii hlinického rodáka, kněze Andreje Klimana - Hliník nad Hronom z r. 1994.

## Okolí
Katastr obce a její blízké okolí skýtá mnoho zajímavostí, např. botanické naleziště Bralce s unikátními rostlinnými druhy.

## Osobnosti obce
- Ladislav Majerský (* 1900 - † 1965), sochař, medailér a pedagog
- Andrej Kliman (* 1902 - † 1980), římskokatolický kněz, historik a náboženský spisovatel
- Andrej Chmelko (* 1908 - † 1998), prozaik, dramatik a publicista
- Alexander Sládok (* ? - † 2000), učiteľ, maliar